# Þröstur Þórhallsson
Þröstur Þórhallsson (ur. 19 marca 1969) – islandzki szachista, arcymistrz od 1996 roku.

## Kariera szachowa
W 1987 r. w Groningen podzielił VI miejsce w mistrzostwach Europy juniorów do 20 lat. Wielokrotnie reprezentował Islandię w turniejach drużynowych, m.in.: dziesięciokrotnie na olimpiadach szachowych (w latach 1988, 1992, 1996, 1998, 2000, 2002, 2004, 2006, 2008, 2012) oraz dwukrotnie na drużynowych mistrzostwach Europy (w latach 2003, 2007).
Jest wielokrotnym medalistą mistrzostw Islandii: w tym złotym (2012) czterokrotnie srebrnym (1993, 2000, 2001, 2003) oraz trzykrotnie brązowym (1997, 2004, 2008).
Do jego sukcesów w turniejach międzynarodowych należą dzielone I miejsce w otwartym turnieju w Kopenhadze (1990), I-II m. w Hafnarfjörður (1995), I-II m. w Kopenhadze (1997, wraz z Erlingiem Mortensenem) oraz I-II m. w Wrexham (1998, wraz ze Stellanem Brynellem).
Najwyższy ranking w karierze osiągnął 1 lipca 1997 r., z wynikiem 2510 punktów zajmował wówczas 5. miejsce wśród islandzkich szachistów.